# Adolf Tauvon
Adolf Tauvon, född 21 augusti 1801 i Sveaborg, Finland, död 5 juli 1853 i Norrköping, Östergötlands län, var en svensk ämbetsman.

## Biografi
Adolf Tauvon föddes 1801 i Sveaborg, Finland. Han var son till Israël Tauvon. Tauvon blev kamrer vid Örlogsflottan och bosatte sig sedan i Vadstena. Han blev 1819 student vid Uppsala universitet och avlade 1821 hovrättsexamen. Tauvon blev kopist i Justitierevisionsexpeditionen, kanslist i Kungliga kansliet 1832 och 1836 i expeditionen. Han blev 1837 tillförordnad revisionssekreterare och var från 1837 lagman i Östergötlands lagsaga vilken tjänst han innehade till dess att lagsagan upphörde 31 december 1849. Tauvon avled 1853 i Norrköping.